# Aédona
Aédona é a mulher de Zeto.
Invejosa da grande prole de sua cunhada Níobe, decidiu matar o sobrinho mais velho. Mas acabou matando seu único filho, Ítilo. Ao perceber o engano, chorou tanto que os deuses a transformaram em pássaro. Segundo Homero, Aédona era filha de Pândaro e mulher de Zeto. Como se opusesse ao culto de Baco, o deus enlouqueceu-a, e ela matou o próprio filho, Ítilo. Em seguida, foi arrebatada pelas Harpias, que a entregaram às Fúrias. Os deuses compadeceram-se e transformaram-na em rouxinol.